# Березовка (Барнаульський міський округ)
Бере́зовка (рос. Берёзовка) — селище у складі Барнаульського міського округу Алтайського краю, Росія.

## Населення
Населення — 523 особи (2010; 452 у 2002).
Національний склад (станом на 2002 рік):
- росіяни — 91 %